# Jean-Yves Guiomar
Pour les articles homonymes, voir Guiomar.
Jean-Yves Guiomar, né le 28 décembre 1940 à Lambézellec et mort à Ivry-sur-Seine le 2 octobre 2017,, est un historien français.

## Biographie
Membre de l'Union démocratique bretonne (UDB) à la fin des années 1960, il en est exclu lors de la « crise gauchiste » du début 1970. Il participe alors à La Taupe bretonne. Il est remarqué en 1974 par la communauté historienne et le grand public pour son second livre, L’Idéologie nationale. Titulaire d'un doctorat d'État soutenu en mai 1986 à Rennes sur les historiens bretons au XIXe siècle, il travaillait à Paris dans l'édition en tant que spécialiste du mouvement breton et des nationalismes. Outre de nombreux articles, il a participé aux Lieux de mémoire de Pierre Nora, chez Gallimard, et au Dictionnaire de philosophie politique aux PUF.

## Publications
- « Régionalisme, fédéralisme et minorités nationales en France entre 1919 et 1939 » (résumé d'un mémoire de maîtrise soutenu en 1968 sur « Les mouvements régionalistes et nationalistes et les partis de gauche en France entre les deux guerres », Faculté des lettres de Paris, dir. Jacques Droz), in Le Mouvement social, n° 70, janvier-mars 1970.
- L'Idéologie nationale. Nation Représentation Propriété, P., éd. Champ libre (coll. la Taupe bretonne), 1974.
- La muraille ou l'exercice de la parole, récit, P., Sagittaire, 1979.
- Le Bretonisme. Les historiens bretons au XIXe siècle, Mayenne, Floch et Rennes, Société d'histoire et d'archéologie de Bretagne (Archives historiques de Bretagne), 1987 ; rééd. coédition Presses universitaires de Rennes/Société d'Histoire et d'archéologie bretonne, 1999.
- La Nation entre l’histoire et la raison, P., éd. La Découverte, 1990.
- Le nationalisme face à la démocratie, in Antoine de Baecque dir., Une histoire de la démocratie en Europe, P., éd. Le Monde, 1991.
- Nations, nationalités, nationalismes en Europe, 1850-1920, in Bulletin de la S.H.M.C., 1996, 1-2 (pp 2-71).
- L’Invention de la guerre totale, XVIIIe → XXe siècle, P., éd. du Félin (coll. « Les marches du temps »), 2004.

## Éditions critiques
- Jules Vallès, L'Insurgé, préface de Pascal Pia, notes de J.Y. Guiomar, P., le Livre de poche (1244), 1972.
- Émile Masson, Les Bretons et le socialisme, présentation et notes par J.Y. Guiomar, P., François Maspero, 1972.
- Correspondance Guillaume Lejean-Charles Alexandre (deux républicains bretons dans l'entourage de Lamartine et Michelet), édition, présentation, annotation, P., éd. Touzot, 1993.
- Guillaume Lejean Charette, suivi de Cadoudal. Préface et notes de J.Y. Guiomar, éd. Perséides, 2006.